# Ailill Caisfhiaclach
Ailill Caisfhiaclach, figlio di Connla Cáem (fl. V secolo a.C.), è stato re supremo d'Irlanda nel V secolo a.C..
Succeduto al padre, regnò per venticinque anni. Fu ucciso dal successore Adamair.

## Fonti
- Seathrún Céitinn, Foras Feasa ar Éirinn 1.30
- Annali dei Quattro Maestri M4758-4772